# Gracho Cardoso
Gracho Cardoso är en kommun i Brasilien.   Den ligger i delstaten Sergipe, i den östra delen av landet, 1 300 km nordost om huvudstaden Brasília. Antalet invånare är 5 648. Arean är 242 kvadratkilometer.
Terrängen i Gracho Cardoso är huvudsakligen platt.
Omgivningarna runt Gracho Cardoso är huvudsakligen savann. Runt Gracho Cardoso är det ganska glesbefolkat, med 34 invånare per kvadratkilometer.